# In a Mirror Darkly
In a Mirror Darkly è l'undicesimo album in studio del gruppo musicale Mekong Delta, pubblicato il 2010.

## Tracce
1. Introduction + Ouverture – 4:58
2. The Armageddon Machine – 5:06
3. The Sliver in Gods Eye – 5:16
4. Janus – 3:07
5. Inside the Outside of the Inside – 5:27
6. Hindsight Bias – 5:04
7. Mutant Messiah – 3:52

## Formazione
- Martin LeMar - voce
- Erik Grösch - chitarra
- Ralph Hubert - basso, chitarra
- Alex Landenburg - batteria, percussioni